# Copa América 2011
La Copa América 2011, nota anche come Argentina 2011, è stata la 43ª edizione del massimo torneo di calcio continentale per squadre nazionali maggiori maschili organizzato dalla CONMEBOL. Si è svolta in Argentina dal 1º luglio al 24 luglio 2011 e si è conclusa con la vittoria dell'Uruguay, che ha così ottenuto il quindicesimo titolo.
L'Uruguay ha così avuto diritto di partecipare alla FIFA Confederations Cup 2013 in Brasile.

## Scelta della sede
Dopo la Copa América 2007 in Venezuela, il comitato esecutivo della CONMEBOL, nella riunione di Asunción (Paraguay) del 19 dicembre 2007, ha designato il 2011 quale anno della successiva edizione, fissando la cadenza quadriennale e regolare della manifestazione. Ha inoltre deciso di riaprire un nuovo ciclo per l'organizzazione del torneo basato sull'ordine alfabetico degli Stati membri della CONMEBOL, esattamente come aveva fatto alla vigilia dell'edizione del 1987.
Il 24 novembre 2008 l'Asociación del Fútbol Argentino (AFA) ha confermato che sarebbe stata proprio l'Argentina a organizzare l'edizione del 2011.

## Stadi
Il 1º giugno 2009 Julio Grondona, presidente dell'AFA, ha reso note, nella riunione della CONMEBOL di Nassau (Bahamas), le sedi della Copa América 2011.
| Stadio monumentale Antonio Vespucio Liberti                                         | Stadio Mario Alberto Kempes                          | Stadio Ciudad de La Plata                          | Stadio Malvinas Argentinas                          |
| ----------------------------------------------------------------------------------- | ---------------------------------------------------- | -------------------------------------------------- | --------------------------------------------------- |
| Località: Buenos Aires                                                              | Località: Córdoba                                    | Località: La Plata                                 | Località: Mendoza                                   |
| Coordinate geografiche: 34°32′42.8″S 58°26′58.81″W                                  | Coordinate geografiche: 31°22′08.24″S 64°14′46.48″W  | Coordinate geografiche: 34°54′49.48″S 57°59′20.5″W | Coordinate geografiche: 32°53′22.43″S 68°52′47.98″W |
| Altitudine: 23 metri s.l.m.                                                         | Altitudine: 390 metri s.l.m.                         | Altitudine: 26 metri s.l.m.                        | Altitudine: 824 metri s.l.m.                        |
| Capienza: 66 449                                                                    | Capienza: 57 000                                     | Capienza: 53 000                                   | Capienza: 46 000                                    |
| Club: River Plate                                                                   | Club: Belgrano Instituto (C) Racing (C) Talleres (C) | Club: Estudiantes (LP) Gimnasia (LP)               | Club: Godoy Cruz                                    |
|                                                                                     |                                                      |                                                    |                                                     |
| Buenos Aires Córdoba La Plata Mendoza Santa Fe San Juan San Salvador de Jujuy Salta |                                                      |                                                    |                                                     |
| Stadio Brigadier General Estanislao López                                           | Stadio del Bicentenario                              | Stadio 23 de Agosto                                | Stadio Padre Ernesto Martearena                     |
| Località: Santa Fe                                                                  | Località: San Juan                                   | Località: San Salvador de Jujuy                    | Località: Salta                                     |
| Coordinate geografiche: 31°39′47.58″S 60°43′31.42″W                                 | Coordinate geografiche: 31°36′43.01″S 68°31′38.92″W  | Coordinate geografiche: 24°11′55″S 65°17′27″W      | Coordinate geografiche: 24°49′15.2″S 65°25′09.08″W  |
| Altitudine: 19 metri s.l.m.                                                         | Altitudine: 640 metri s.l.m.                         | Altitudine: 1 201 metri s.l.m.                     | Altitudine: 1 152 metri s.l.m.                      |
| Capienza: 37 000                                                                    | Capienza: 25 000                                     | Capienza: 23 000                                   | Capienza: 20 408                                    |
| Club: Colón (SF)                                                                    | Club: San Martín (SJ)                                | Club: Gimnasia (J)                                 | Club: Juv. Antoniana                                |
|                                                                                     |                                                      |                                                    |                                                     |

Lo Stadio monumentale Antonio Vespucio Liberti ha ospitato la finale del 24 luglio 2011, mentre la cerimonia inaugurale del 1º luglio 2011 si è svolta allo Stadio Ciudad de La Plata.

## Formula
La formula è la stessa in vigore dall'edizione 1993, con dodici nazionali al via, divise in tre gironi all'italiana da quattro squadre ciascuno.
Le prime due classificate di ogni raggruppamento più le due migliori terze classificate si qualificano ai quarti di finale. Da questo momento in poi, il torneo prende la forma dell'eliminazione diretta.
Unica novità di rilievo è l'introduzione dei tempi supplementari nelle partite a eliminazione diretta. Fino alla precedente edizione, infatti, in caso di parità al termine dei tempi regolamentari, si andava direttamente ai tiri di rigore.

## Nazionali partecipanti
Partecipano al torneo, di diritto, le nazionali dei dieci Paesi membri della CONMEBOL (Argentina, Bolivia, Brasile, Cile, Colombia, Ecuador, Paraguay, Perù, Uruguay e Venezuela) più, in quanto invitate, le rappresentative della Costa Rica e del Messico. Inizialmente, la nazionale invitata assieme al Messico era stata il Giappone ma, a seguito del terremoto e maremoto del Tōhoku dell'11 marzo 2011, il 4 aprile la federazione calcistica giapponese aveva annunciato il ritiro della nazionale dalla Copa América, a causa del rinvio del campionato nazionale di calcio (la cui ripresa è stata fissata per il 26 giugno), che creava insormontabili problematiche di calendario con la competizione sudamericana.
In sostituzione del Giappone, la CONMEBOL aveva proposto la partecipazione alla Spagna, ma la federazione spagnola ha reso noto, il 13 aprile, il proprio rifiuto per problemi di pianificazione. Il 14 aprile, la federazione calcistica nipponica era tuttavia tornata sulla propria decisione e aveva confermato la partecipazione del Giappone alla Copa América, con una selezione di calciatori militanti nei campionati europei, per ovviare ai problemi di concomitanza con il campionato nazionale.
Alla fine, tuttavia, il Giappone ha deciso definitivamente di non partecipare, lasciando il posto alla Costa Rica. Messico e Costa Rica partecipano con la propria rappresentativa Under-23, poiché le nazionali maggiori hanno disputato la CONCACAF Gold Cup 2011, che è terminata pochi giorni prima dell'inizio del torneo sudamericano.
| N° | Nazione    | Iscrizione CONMEBOL | Iscrizione CONCACAF | Note |
| -- | ---------- | ------------------- | ------------------- | --- |
| 1  | Argentina  | 1916                | -                   | Nazione ospitante |
| 2  | Brasile    | 1916                | -                   | Detentore Coppa America 2007                                                                                           |
| 3  | Cile       | 1916                | -                   | |
| 4  | Uruguay    | 1916                | -                   | |
| 5  | Paraguay   | 1921                | -                   | |
| 6  | Perù       | 1925                | -                   | |
| 7  | Bolivia    | 1926                | -                   | |
| 8  | Ecuador    | 1927                | -                   | |
| 9  | Colombia   | 1936                | -                   | |
| 10 | Venezuela  | 1952                | -                   | |
| 11 | Messico    | -                   | 1961                | Detentore Coppa CONCACAF 2011                                                                                          |
| 12 | Costa Rica | -                   | 1962                | Honduras Detentore Coppa UNCAF 2011 (rinuncia) Panama Detentore Coppa UNCAF 2009 (rinuncia) Detentore Coppa UNCAF 2007 |

## Sorteggio dei gruppi
| 1ª urna (teste di serie)  | 2ª urna                | 3ª urna                | 4ª urna                    |
| ------------------------- | ---------------------- | ---------------------- | -------------------------- |
| Argentina Brasile Uruguay | Cile Paraguay Colombia | Perù Venezuela Bolivia | Ecuador Costa Rica Messico |

| Gruppo A   | Gruppo B  | Gruppo C |
| ---------- | --------- | -------- |
| Argentina  | Brasile   | Uruguay  |
| Colombia   | Paraguay  | Cile     |
| Bolivia    | Venezuela | Perù     |
| Costa Rica | Ecuador   | Messico  |

## Arbitri
| - Sergio Pezzotta - Assistente: Ricardo Casas - Raúl Orosco - Assistente: Efraín Castro - Sálvio Fagundes - Assistente: Marcio Santiago - Enrique Osses - Assistente: Francisco Mondría - Wilmar Roldán - Assistente: Humberto Clavijo - Carlos Vera - Assistente: Luis Alvarado |  | - Carlos Amarilla - Assistente: Nicolás Yegros - Víctor Rivera - Assistente: Luis Abadie - Roberto Silvera - Assistente: Miguel Nievas - Juan Soto - Assistente: Luis Sánchez - Wálter Quesada - Assistente: Leonel Leal - Francisco Chacón - Assistente: Marvin Torrentera |

## Risultati

### Fase a gironi

#### Gruppo A
| Arbitro: | Silvera |

|            |           |              |
| Agüero 76’ | Marcatori | 48’ Edivaldo |

| Arbitro: | Osses |

|           |           |  |
| Ramos 45’ | Marcatori |  |

| Santa Fe 6 luglio 2011, ore 21:45 UTC-3 | Argentina | 0 – 0 (0-0) referto | Colombia | Stadio Brigadier General Estanislao López\| Arbitro: \| Fagundes \| |
| Arbitro:                                | Fagundes  |                     |          |                                                                     |

| Arbitro: | Vera |

|  |           |                              |
|  | Marcatori | 59’ J. Martínez 78’ Campbell |

| Arbitro: | Chacón |

|                        |           |  |
| Falcao 14’, 28’ (rig.) | Marcatori |  |

| Arbitro: | Rivera |

|                              |           |  |
| Agüero 45’, 52’ Di María 63’ | Marcatori |  |

##### Classifica
| Pos. | Squadra    | Pt | G | V | N | P | GF | GS | DR |
| ---- | ---------- | -- | - | - | - | - | -- | -- | -- |
| 1.   | Colombia   | 7  | 3 | 2 | 1 | 0 | 3  | 0  | +3 |
| 2.   | Argentina  | 5  | 3 | 1 | 2 | 0 | 4  | 1  | +3 |
| 3.   | Costa Rica | 3  | 3 | 1 | 0 | 2 | 2  | 4  | -2 |
| 4.   | Bolivia    | 1  | 3 | 0 | 1 | 2 | 1  | 5  | -4 |

#### Gruppo B
| La Plata 3 luglio 2011, ore 16:00 UTC-3 | Brasile | 0 – 0 (0-0) referto | Venezuela | Stadio Ciudad de La Plata\| Arbitro: \| Orosco \| |
| Arbitro:                                | Orosco  |                     |           |                                                   |

| Santa Fe 3 luglio 2011, ore 18:30 UTC-3 | Paraguay | 0 – 0 (0-0) referto | Ecuador | Stadio Brigadier General Estanislao López\| Arbitro: \| Pezzotta \| |
| Arbitro:                                | Pezzotta |                     |         |                                                                     |

| Arbitro: | Roldán |

|                     |           |                                 |
| Jádson 39’ Fred 89’ | Marcatori | 55’ Santa Cruz 67’ Haedo Valdez |

| Arbitro: | Quesada |

|                 |           |  |
| C. González 61’ | Marcatori |  |

| Arbitro: | Osses |

|                                     |           |                                |
| Alcaraz 33’ Barrios 62’ Riveros 84’ | Marcatori | 5’ Rondón 89’ Fedor 90’ Perozo |

| Arbitro: | Silvera |

|                               |           |                  |
| Pato 27’, 60’ Neymar 49’, 71’ | Marcatori | 37’, 58’ Caicedo |

##### Classifica
| Pos. | Squadra   | Pt | G | V | N | P | GF | GS | DR |
| ---- | --------- | -- | - | - | - | - | -- | -- | -- |
| 1.   | Brasile   | 5  | 3 | 1 | 2 | 0 | 6  | 4  | +2 |
| 2.   | Venezuela | 5  | 3 | 1 | 2 | 0 | 4  | 3  | +1 |
| 3.   | Paraguay  | 3  | 3 | 0 | 3 | 0 | 5  | 5  | 0  |
| 4.   | Ecuador   | 1  | 3 | 0 | 1 | 2 | 2  | 5  | -3 |

#### Gruppo C
| Arbitro: | Roldán |

|              |           |              |
| Suárez 45+1’ | Marcatori | 23’ Guerrero |

| Arbitro: | Soto |

|                       |           |            |
| Paredes 66’ Vidal 72’ | Marcatori | 40’ Araujo |

| Arbitro: | Amarilla |

|                |           |             |
| A. Pereira 53’ | Marcatori | 64’ Sanchez |

| Arbitro: | Pezzotta |

|              |           |  |
| Guerrero 83’ | Marcatori |  |

| Arbitro: | Fagundes |

|                     |           |  |
| Carrillo 90’ (aut.) | Marcatori |  |

| Arbitro: | Orosco |

|                |           |  |
| A. Pereira 14’ | Marcatori |  |

##### Classifica
| Pos. | Squadra | Pt | G | V | N | P | GF | GS | DR |
| ---- | ------- | -- | - | - | - | - | -- | -- | -- |
| 1.   | Cile    | 7  | 3 | 2 | 1 | 0 | 4  | 2  | +2 |
| 2.   | Uruguay | 5  | 3 | 1 | 2 | 0 | 3  | 2  | +1 |
| 3.   | Perù    | 4  | 3 | 1 | 1 | 1 | 2  | 2  | 0  |
| 4.   | Messico | 0  | 3 | 0 | 0 | 3 | 1  | 4  | -3 |

#### Raffronto tra le terze classificate
| Gr. | Pos. | Squadra    | Pt | G | V | N | P | GF | GS | DR |
| --- | ---- | ---------- | -- | - | - | - | - | -- | -- | -- |
| C   | 1.   | Perù       | 4  | 3 | 1 | 1 | 1 | 2  | 2  | 0  |
| B   | 2.   | Paraguay   | 3  | 3 | 0 | 3 | 0 | 5  | 5  | 0  |
| A   | 3.   | Costa Rica | 3  | 3 | 1 | 0 | 2 | 2  | 4  | -2 |

### Fase a eliminazione diretta

#### Tabellone
|  | Quarti di finale          | Quarti di finale         |                               |           | Semifinali                | Semifinali                |  |  | Finale                    | Finale |
|  |                           |                          |                               |           |                           |                           |  |  |                           |        |
|  | Córdoba - 16 luglio 2011  |                          |                               |           |                           |                           |  |  |                           |        |
|  |                           |                          |                               |           |                           |                           |  |  |                           |        |
|  | 1A Colombia               | 0                        |                               |           |                           |                           |  |  |                           |        |
|  | 1A Colombia               | 0                        | La Plata - 19 luglio 2011     |           |                           |                           |  |  |                           |        |
|  | 3C Perù (dts)             | 2                        |                               |           |                           |                           |  |  |                           |        |
|  | 3C Perù (dts)             | 2                        | Perù                          | 0         |                           |                           |  |  |                           |        |
|  | Santa Fe - 16 luglio 2011 |                          | Perù                          | 0         |                           |                           |  |  |                           |        |
|  |                           | Uruguay                  | 2                             |           |                           |                           |  |  |                           |        |
|  | 2A Argentina              | Uruguay                  | 2                             | 1 (4)     |                           |                           |  |  |                           |        |
|  | 2A Argentina              |                          | Buenos Aires - 24 luglio 2011 | 1 (4)     |                           |                           |  |  |                           |        |
|  | 2C Uruguay (dtr)          | 1 (5)                    |                               |           |                           |                           |  |  |                           |        |
|  | 2C Uruguay (dtr)          | 1 (5)                    | Uruguay                       | 3         |                           |                           |  |  |                           |        |
|  | La Plata - 17 luglio 2011 |                          | Uruguay                       | 3         |                           |                           |  |  |                           |        |
|  |                           | Paraguay                 | 0                             |           |                           |                           |  |  |                           |        |
|  | 1B Brasile                | Paraguay                 | 0                             | 0 (0)     |                           |                           |  |  |                           |        |
|  | 1B Brasile                | Mendoza - 20 luglio 2011 |                               | 0 (0)     |                           |                           |  |  |                           |        |
|  | 3B Paraguay (dtr)         | 0 (2)                    |                               |           |                           |                           |  |  |                           |        |
|  | 3B Paraguay (dtr)         | 0 (2)                    | Paraguay (dtr)                | 0 (5)     | Finale per il terzo posto | Finale per il terzo posto |  |  |                           |        |
|  | San Juan - 17 luglio 2011 |                          | Paraguay (dtr)                | 0 (5)     | Finale per il terzo posto | Finale per il terzo posto |  |  |                           |        |
|  |                           | Venezuela                | 0 (3)                         |           |                           |                           |  |  |                           |        |
|  | 1C Cile                   | Venezuela                | 0 (3)                         | 1         | Perù                      | 4                         |  |  |                           |        |
|  | 1C Cile                   |                          |                               | 1         | Perù                      | 4                         |  |  |                           |        |
|  | 2B Venezuela              | 2                        |                               | Venezuela | 1                         |                           |  |  |                           |        |
|  | 2B Venezuela              | 2                        |                               |           | 1                         |                           |  |  |                           |        |
|  |                           |                          |                               |           |                           |                           |  |  | La Plata - 23 luglio 2011 |        |
|  |                           |                          |                               |           |                           |                           |  |  |                           |        |

#### Quarti di finale
| Arbitro: | Chacón |

|  |           |                          |
|  | Marcatori | 101’ Lobatón 111’ Vargas |

| Arbitro: | Amarilla |

|                                      |                      |                                      |
| Higuaín 17’                          | Marcatori            | 5’ Pérez                             |
| Messi Burdisso Tévez Pastore Higuaín | Tiri di rigore 4 – 5 | Forlán Suárez Scotti Gargano Cáceres |

| Arbitro: | Pezzotta |

|                                      |                      |                              |
| Elano Thiago Silva André Santos Fred | Tiri di rigore 0 – 2 | Barreto Estigarribia Riveros |

| Arbitro: | Vera |

|           |           |                             |
| Suazo 69’ | Marcatori | 34’ Vizcarrondo 80’ Cichero |

#### Semifinali
| Arbitro: | Orosco |

|  |           |                |
|  | Marcatori | 52’ 57’ Suárez |

| Arbitro: | Chacón |

|                                         |                      |                            |
| Ortigoza Barrios Riveros Martínez Verón | Tiri di rigore 5 – 3 | Maldonado Rey Lucena Fedor |

#### Incontro per il terzo posto
| Arbitro: | Roldán |

|                                   |           |            |
| Chiroque 41’ Guerrero 64’ 89’ 90’ | Marcatori | 79’ Arango |

#### Finale
| Arbitro: | Fagundes |

|                           |           |  |
| Suárez 11’ Forlán 41’ 89’ | Marcatori |  |

| Uruguay | Paraguay |

| POR           | 1  | Fernando Muslera |     |     |
| DIF           | 16 | Maxi Pereira     | 29’ |     |
| DIF           | 2  | Diego Lugano     |     |     |
| DIF           | 4  | Sebastián Coates | 85’ |     |
| DIF           | 22 | Martín Cáceres   | 17’ | 88’ |
| CEN           | 20 | Álvaro González  |     |     |
| CEN           | 15 | Diego Pérez      | 24’ | 69’ |
| CEN           | 17 | Egidio Arévalo   |     |     |
| CEN           | 11 | Álvaro Pereira   |     | 63’ |
| ATT           | 10 | Diego Forlán     |     |     |
| ATT           | 9  | Luis Suárez      |     |     |
| Sostituzioni: |    |                  |     |     |
| ATT           | 21 | Edinson Cavani   |     | 63’ |
| CEN           | 8  | Sebastián Eguren |     | 69’ |
| DIF           | 3  | Diego Godín      |     | 88’ |
| Allenatore:   |    |                  |     |     |
| Óscar Tabárez |    |                  |     |     |

| POR             | 1  | Justo Villar         |     |     |
| DIF             | 3  | Iván Piris           |     |     |
| DIF             | 14 | Paulo da Silva       |     |     |
| DIF             | 2  | Darío Verón          |     |     |
| DIF             | 4  | Elvis Marecos        |     |     |
| CEN             | 13 | Enrique Vera         | 57’ | 64’ |
| CEN             | 20 | Néstor Ortigoza      |     |     |
| CEN             | 15 | Víctor Cáceres       | 26’ | 64’ |
| CEN             | 16 | Cristian Riveros     |     |     |
| ATT             | 18 | Nelson Haedo Valdez  |     |     |
| ATT             | 7  | Pablo Zeballos       |     | 76’ |
| Sostituzioni:   |    |                      |     |     |
| CEN             | 21 | Marcelo Estigarribia |     | 64’ |
| ATT             | 23 | Hernán Pérez         |     | 64’ |
| ATT             | 19 | Lucas Barrios        |     | 76’ |
| Allenatore:     |    |                      |     |     |
| Gerardo Martino |    |                      |     |     |

| Assistenti arbitrali: Marcio Santiago (Brasile) Francisco Mondría (Cile) Quarto ufficiale: Enrique Osses (Cile) |

## Premi

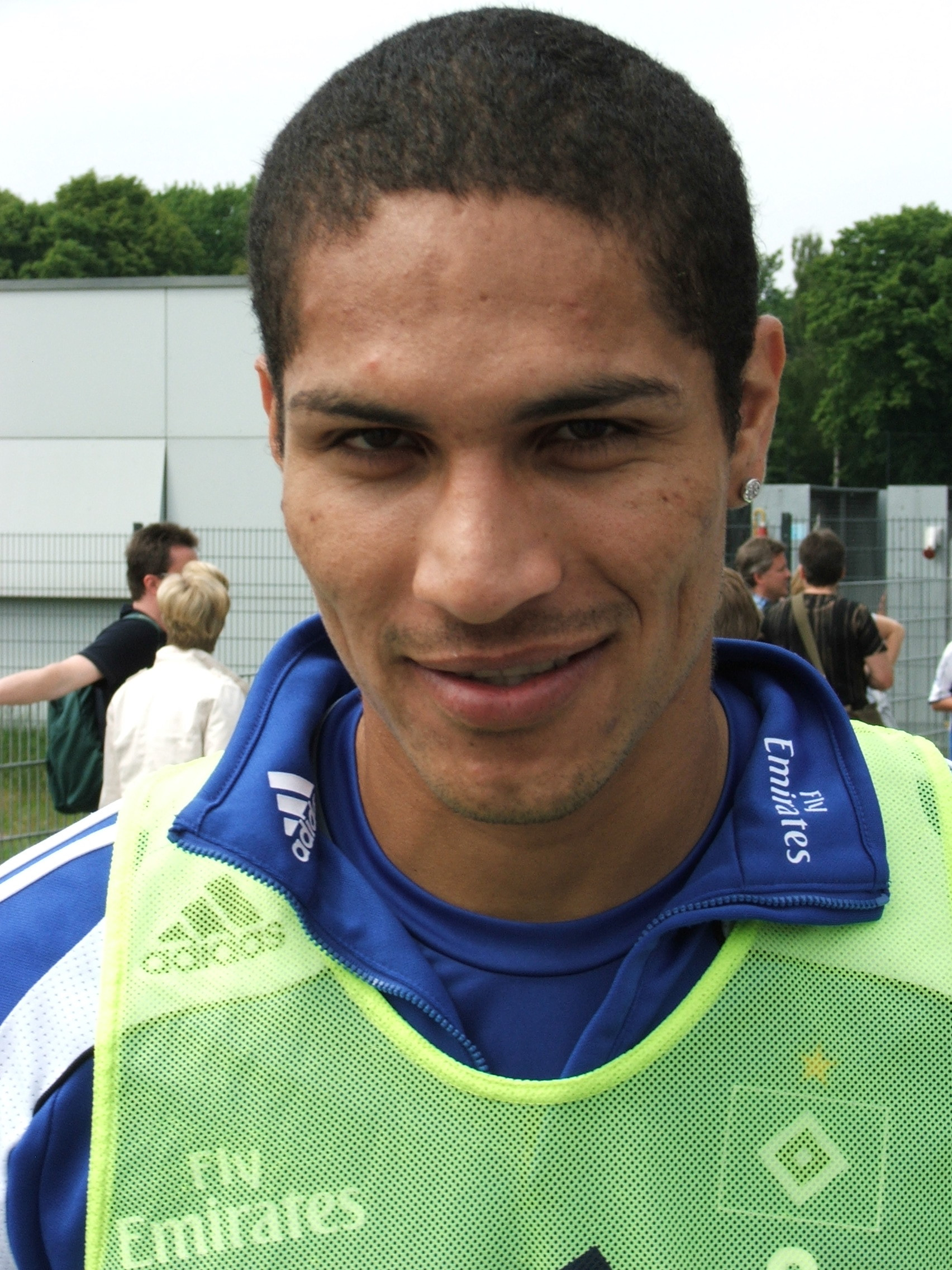
Paolo Guerrero, capocannoniere del torneo con 5 goal

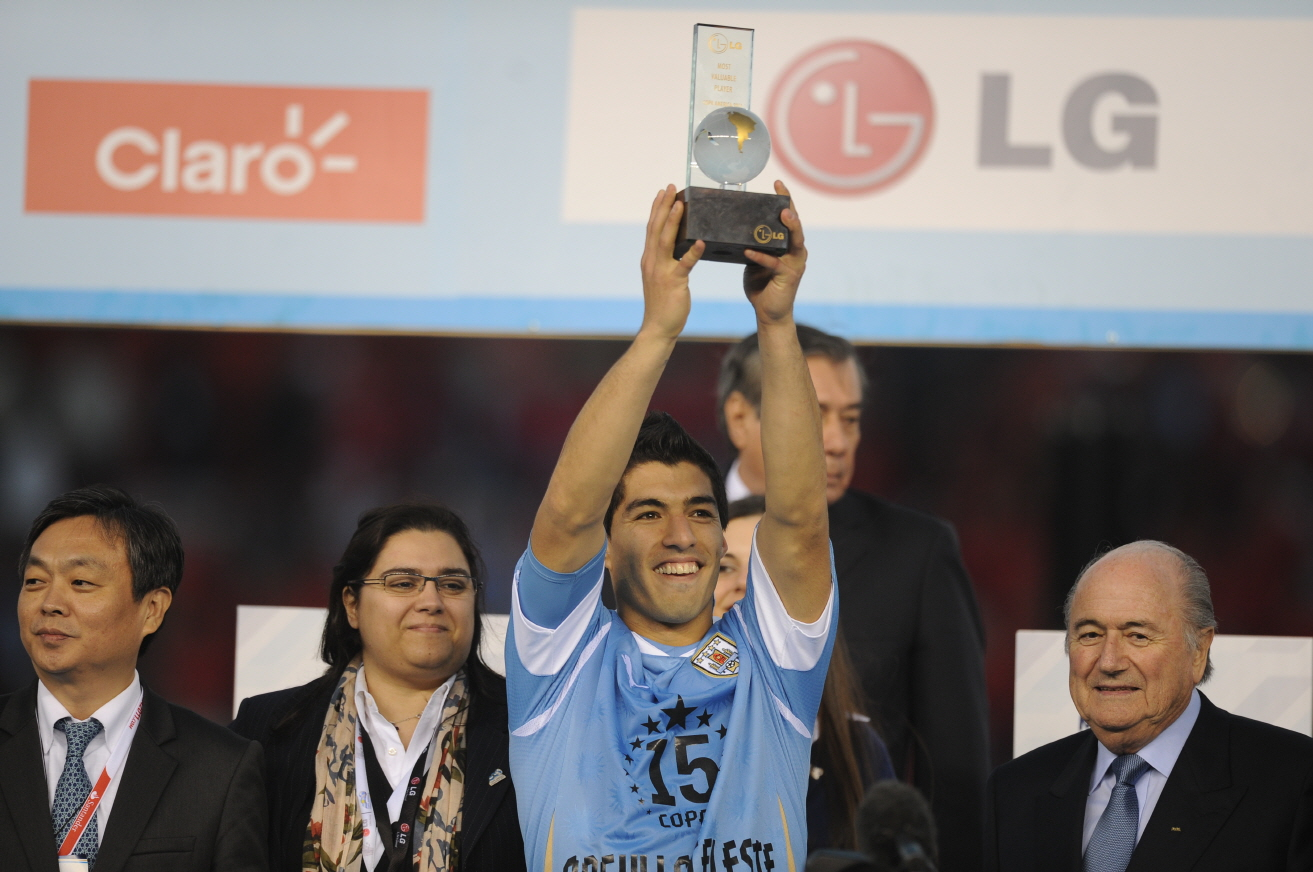
Luis Suárez con il premio di miglior calciatore del torneo

- Miglior giocatore:  Luis Suárez
- Capocannoniere:  Paolo Guerrero
- Miglior giovane:  Sebastián Coates
- Miglior portiere:  Justo Villar
- Trofeo Fair Play:  Diego Lugano

## Classifica marcatori
5 reti
- Paolo Guerrero

4 reti
- Luis Suárez

3 reti
- Sergio Agüero

2 reti
- Alexandre Pato
- Neymar

- Radamel Falcao García (1 rigore)
- Felipe Caicedo

- Álvaro Pereira
- Diego Forlán

1 rete
- Ángel Di María
- Gonzalo Higuaín
- Edivaldo
- Fred
- Jádson
- Esteban Paredes
- Alexis Sánchez
- Humberto Suazo
- Arturo Vidal
- Adrián Ramos

- Joel Campbell
- Josué Martínez
- Néstor Araujo
- Antolín Alcaraz
- Lucas Barrios
- Haedo Valdez
- Cristian Riveros
- Santa Cruz
- William Chiroque
- Carlos Lobatón

- Juan Manuel Vargas
- Diego Fernando Pérez
- Juan Arango
- Gabriel Cichero
- Nicolás Fedor
- César González
- Grenddy Perozo
- Salomón Rondón
- Oswaldo Vizcarrondo

Autoreti
- André Carrillo (pro Cile).